# Desmeocraerula basimacula
Desmeocraerula basimacula är en fjärilsart som beskrevs av Sergius G. Kiriakoff 1954. Desmeocraerula basimacula ingår i släktet Desmeocraerula och familjen tandspinnare. Inga underarter finns listade i Catalogue of Life.